# Caleti

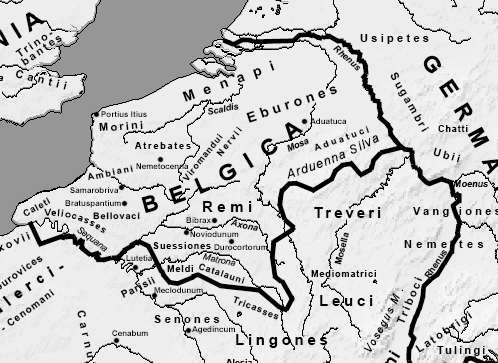
Il territorio dei Caleti all'estremo sud-ovest della Gallia Belgica

I Caleti furono una tribù gallica che occupava l'attuale regione del Pays de Caux, cui avrebbero dato il nome, e Pays de Bray.
Gli oppida più importanti sono Fossés de Bénouville à Étretat (64 ha), L'Hôpital à Quièvrecourt (63 ha), la Cité de Limes à Bracquemont (52 ha) e Camp de Canada à  Fécamp (20 ha).
Il loro capoluogo fu dapprima Caracotinum (Harfleur) e poi Juliobona (Lillebonne).

## Storia
I Caleti furono un popolo celtico che, al di là alla prossimità geografica, ebbe anche interessi in comune con i suoi vicini Armoricani o Belgi. L'origine di questo popolo, belga (secondo Giulio Cesare) o armoricana, rimane d'altronde incerta.
Giunsero nella regione nel IV secolo a.C. insieme ad altri popoli belgi, costituendo l'ultima ondata conosciuta di migrazioni celtiche. Il loro territorio confinava con quello dei Veliocassi, degli Ambiani e dei Bellovaci di cui erano clienti. Quando questi ultimi, nel 57 a.C.,  misero in piedi una coalizione belga per tentare di resistere alla conquista della Gallia Belgica da parte di Giulio Cesare, i Caleti fornirono loro un contingente di 10 000 uomini. Nel 52 a.C., invieranno a Vercingetorige un contingente di 20 000 soldati quale contributo all'esercito destinato a tentare di soccorrere Alesia assediata dai romani. L'anno seguente, si unirono alla rivolta de popoli belgi condotta da Correos, comandante della coalizione di Bellovaci e Veliocassi.

Nel V secolo, quando l'autorità di Roma cominciò a declinare, i Caleti, insieme a Namneti, Veneti, Coriosoliti, Redoni, Abrincati, Unelli, Lessovi, Esuvi, Viducassi, Andecavi, Aulerci (Diablinti, Cenomani e Eburovici), Veliocassi e Parisii, si unirono ai Veneti a formare una vasta confederazione armoricana destinata a disfarsi dell'occupante.

## Fonti antiche
Il De bello Gallico di Giulio Cesare, narrando della campagna di conquista della Gallia, (libro II, 4, 9); (libro VII, 75, 3-4); (libro VIII, 7, 4) ci fornisce alcuni dettagli sui Caleti. Altri autori antichi che hanno parlato dei Caleti sono Strabone nella sua Geografia (Libro IV, 1); Plinio nella sua Naturalis Historia (libro IV, 107) e Tolomeo nella sua Geografia (libro II, 8).